# 素女
素女（そじょ）は、道教における女仙の一人である。音楽の女神である。紀元後から道教関連の書籍で房中術の精通者の代表とされている故、それに関する道教の文献にも登場する。
なお、素は白であり玄は黒であるが、玄女とともに陰陽の術を司る。清代の文学作品『通俗大明女仙伝』（原題：『女仙外史』）にも、素女は九華宮主・玄女の妹という言及があり、女仙の中では地位が高い。

## 概要
『山海経』「海内経」（紀元前4世紀 - 紀元後3世紀）には「素女は黒水の都広の出身」であると記されている。楊慎（1488年 - 1559年）は、都広とは（いまの）四川省成都市であろうと指摘した。

### 素女経
『隋書』巻三十四「経籍三・子部」（636年 - 656年）に、『素女秘道経』および『素女方』という文献が記載されているが、これらは中国では失われたかに見えた。ところが、藤原佐世の編纂した『日本国見在書目録』（c891）に、『素女経』という文献が記載されている。
丹波康頼の『医心方』巻二八「房内篇」（984年）にも引用が見られ、葉徳輝（1864年 - 1927年）が集録して『素女経』となす。『素女経』は、黄帝と素女の問答という対話形式による、養生を目的とした性の奥義書。さらに葛洪の『抱朴子』怯惑篇では「玄素の法（玄女と素女の法）」は房中術（あるいは還精補脳の術。射精を抑え、女性の体液を吸収し、精を還して脳を強めることによって長寿を得るという）の代名詞的存在であり、黄帝が導養（長生不老の秘訣だと言う）を論じて玄女と素女に質したとの語がある。張君房の『雲笈七籤・軒轅本紀』では黄帝は房中術を玄女と素女から学び、300人の女性と性的に交わることができる。

### その他
張衡の「同声歌」という詩歌（100年）にも、初夜の花嫁が素女の教えである春画に従ってこれから性交に挑む描写がある。春画の別名の一つとして素女図と呼ぶことさえあった。
『史記』巻二十八「封禪書第六」に、二五弦の琴の起源譚として次のような記述がある：「素女が五十弦の琴を奏でたところ、その音色は太帝の心を動かした。あまりに悲しくなった太帝は二十五弦の琴に変えさせた」。

## 白水素女
上述の素女とは別人。陶淵明（365年 - 427年）撰・『捜神後記』巻五に白水素女という人物が登場する。
幼いころ父母を失った働き者で礼儀正しく慎み深い青年が大きなタニシを見つけ、家に持ち帰る。青年が外で農作業をして家に帰ると食事の支度ができている。隣の人の親切だろうと礼を言うと、女房を貰って隠しているなんて、と言われてしまう。次の日、こっそり家の中をうかがっていると少女が煮炊きを始める。その少女を問い詰めると、自分は白水素女で天帝の命により青年を富ませようとしていたが、見つけられたので帰らなければならないと言い出て行ってしまう。その後青年は豊かに暮らす。